# Forever Yours
Singles de Every Little Thing
Time Goes By
(1998) Necessary
(1998)
Forever Yours (titré FOREVER YOURS) est le neuvième single d'Every Little Thing.

## Genèse
Le single, écrit, composé et produit par Mitsuru Igarashi, sort le 17 juin 1998 au Japon sur le label Avex Trax, au format mini-CD single de 8 cm de diamètre (alors la norme pour les singles dans ce pays), quatre mois après le précédent single du groupe, Time Goes By. C'est son troisième single à atteindre la 1re place du classement des ventes de l'Oricon, et il reste classé onze semaines. Il demeure son 8e single le plus vendu.
Le single ne contient qu'une chanson, dans trois versions différentes : sa version originale, sa version instrumentale, et une version remixée.
La chanson-titre est utilisée comme thème musical pour une publicité avec la chanteuse, Kaori Mochida. Elle figurera uniquement sur la première compilation du groupe, Every Best Single +3, qui sortira neuf mois plus tard en 1999. Elle sera à nouveau remixée sur ses albums de remix Euro Every Little Thing de 2001, et ELT Trance de 2002. Elle sera aussi reprise en version acoustique sur son album de reprises Acoustic : Latte de 2005.

## Liste des titres
La chanson originale est écrite, composée et arrangée par Mitsuru Igarashi.
| CD    | CD                                                     | CD    | CD | CD | CD | CD | CD | CD | CD |
| No    | Titre                                                  | Durée |    |    |    |    |    |    |    |
| ----- | ------------------------------------------------------ | ----- | -- | -- | -- | -- | -- | -- | -- |
| 1.    | Forever Yours (FOREVER YOURS)                          | 4:58  |    |    |    |    |    |    |    |
| 2.    | Forever Yours (Angelic Summer Mix) (FOREVER YOURS ...) | 8:21  |    |    |    |    |    |    |    |
| 3.    | Forever Yours (Instrumental) (FOREVER YOURS ...)       | 4:56  |    |    |    |    |    |    |    |
| 18:15 |                                                        |       |    |    |    |    |    |    |    |